# Saymon Rijo
Saymon Rijo Morris (* 2. November 2000 in The Valley) ist ein britischer Sprinter aus Anguilla.

## Sportliche Laufbahn
Erste internationale Erfahrungen sammelte Saymon Rijo im Jahr 2018, als er bei den Commonwealth Games im australischen Gold Coast mit 23,17 s in der ersten Runde im 200-Meter-Lauf ausschied. Anschließend kam er bei den NACAC-Meisterschaften in Toronto mit 11,42 s nicht über den Vorlauf über 100 Meter hinaus. Im Jahr darauf schied er bei den CARIFTA-Games in George Town mit 11,20 s und 22,36 s jeweils in der Vorrunde über 100 und 200 Meter aus und anschließend startete er dank einer Wildcard im 100-Meter-Lauf bei den Weltmeisterschaften in Doha und schied dort mit 11,11 s in der Vorausscheidungsrunde aus. 2022 schied er bei den Commonwealth Games in Birmingham mit 22,66 s erneut in der ersten Runde über 200 Meter aus.

## Persönliche Bestzeiten
- 100 Meter: 11,11 s (+0,1 m/s), 27. September 2019 in Doha
- 200 Meter: 22,66 s (0,0 m/s), 4. August 2022 in Birmingham